# Irina Strakhova
Irina Strakhova ( Novosibirsk, 4 de março de 1959) é uma ex-atleta soviética especializada na marcha atlética. Foi a primeira campeã mundial da modalidade, conquistando a medalha de ouro da marcha de 10 km no Campeonato Mundial de Atletismo de 1987 em Roma, Itália.